# Crucescharellina decussis
Crucescharellina decussis is een mosdiertjessoort uit de familie van de Conescharellinidae. De wetenschappelijke naam van de soort is, als Trochosodon decussis, voor het eerst geldig gepubliceerd in 1929 door Ferdinand Canu en Ray Smith Bassler.